# STS-113
STS-113 (englisch Space Transportation System) ist die Missionsbezeichnung für einen Flug des US-amerikanischen Space Shuttles Endeavour (OV-105) der NASA. Der Start erfolgte am 24. November 2002. Es war die 112. Space-Shuttle-Mission, der 19. Flug der Raumfähre Endeavour und der 16. Flug eines Shuttles zur Internationalen Raumstation (ISS).

## Mannschaft

### Shuttle-Besatzung
- James Wetherbee (6. Raumflug), Kommandant
- Paul Lockhart (2. Raumflug), Pilot
- Michael López-Alegría (3. Raumflug), Missionsspezialist
- John Herrington (1. Raumflug), Missionsspezialist

Ursprünglich war Christopher Loria als Pilot vorgesehen. Er verletzte sich jedoch bei einem Unfall zu Hause, so dass er das Training nicht weiter durchführen konnte.

### ISS-Crew Hinflug
ISS-Expedition 6:
- Kenneth Bowersox (5. Raumflug), Kommandant
- Nikolai Budarin (Roskosmos/ Russland) (3. Raumflug), Bordingenieur
- Donald Pettit (1. Raumflug), Bordingenieur

### Ersatz
- Salischan Scharipow (Roskosmos/ Russland) für Bowersox
- Edward Fincke für Budarin

Ursprünglich war Donald Thomas als amerikanischer Bordingenieur für diese Mission vorgesehen. Aus medizinischen Gründen wurde er aber durch den Reservisten Pettit ersetzt.

### ISS-Crew Rückflug
ISS-Expedition 5:
- Waleri Korsun (Roskosmos/ Russland) (2. Raumflug), Kommandant
- Peggy Whitson (1. Raumflug), Bordingenieurin
- Sergei Treschtschow (Roskosmos/ Russland) (1. Raumflug), Bordingenieur

(nach einer Flugzeit von 184 Tagen, 22 Stunden und 14 Minuten zur Erde zurückgekehrt; Hinflug mit STS-111)

## Missionsüberblick
Die Endeavour lieferte, neben Lebensmitteln, Ausrüstungen und neuen Experimenten, das dritte Gitterelement zur Internationalen Raumstation (ISS). Die mit Radiatoren ausgestattete P1-Aluminiumstruktur ist 13,7 Meter lang, 4,0 Meter hoch und 4,6 Meter breit. Ihre Masse beträgt 12,5 Tonnen. P1 wurde an dem von STS-110 gelieferten Zentralsegment S0 montiert und ist nahezu identisch mit dem S1-Strukturelement, das mit STS-112 zur Station gebracht wurde. Insgesamt wurden drei Außenbordtätigkeiten durchgeführt, während die Endeavour mit der ISS verbunden war und ein weiterer Besatzungswechsel auf der ISS vollzogen. Die 5. Stammbesatzung der ISS kehrte nach sechsmonatigem Flug zur Erde zurück.

## Missionsverlauf

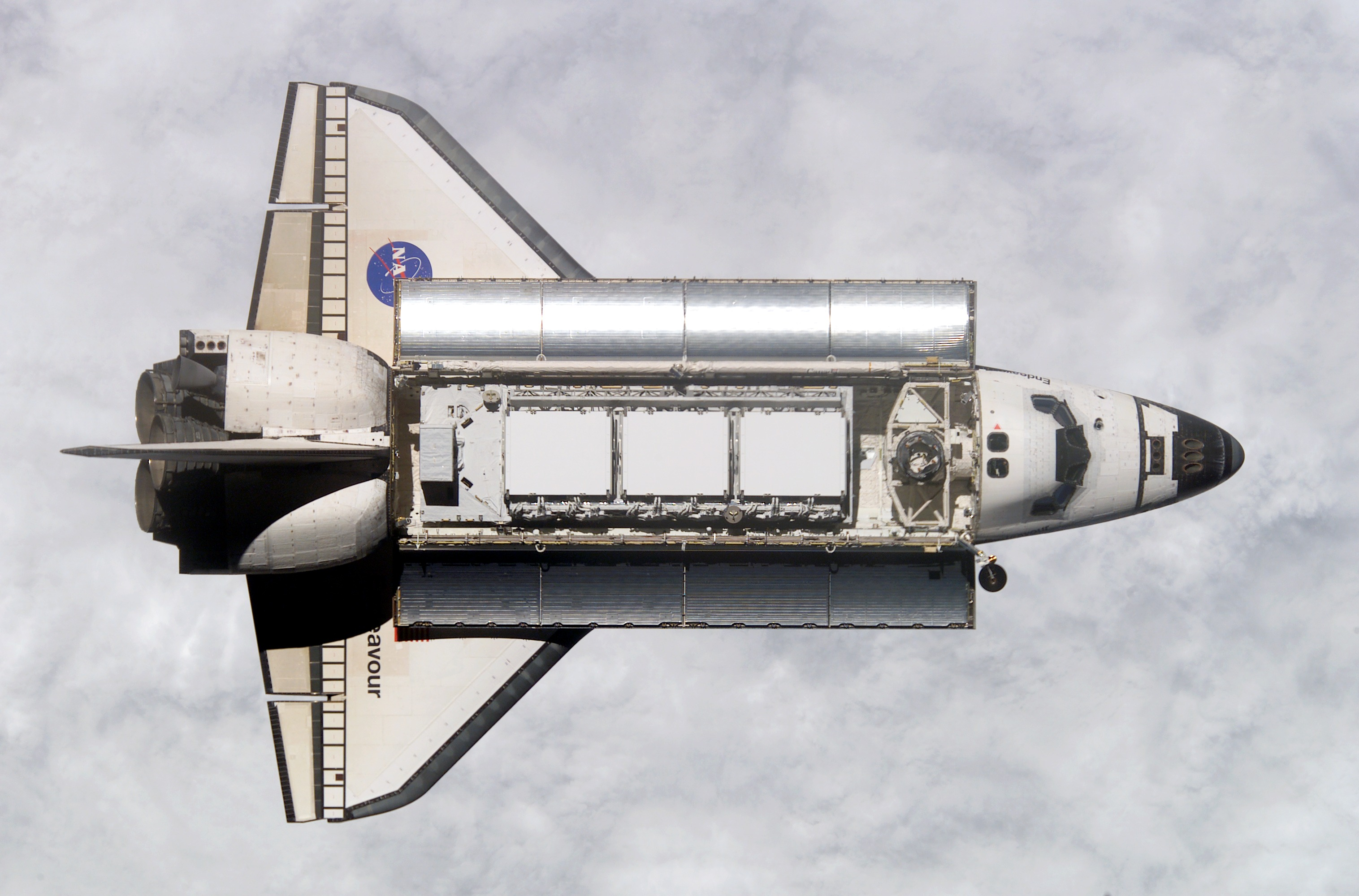
Strukturelement P1 in der Ladebucht der Endeavour

Dem Start folgten Vorbereitungen zum Rendezvous mit der Internationalen Raumstation. Dazu gehören Triebwerkstests und das Ausfahren des Kopplungsringes, genauso wie die Installation einer Kamera im Zentrum des Kopplungsaggregats, mit der Kommandant und Pilot anhand bestimmter Zielmarkierungen Lage und Entfernung zur Raumstation in der Endphase des Rendezvous besser einschätzen können. Zu den verwendeten Hilfsmitteln zählt auch ein Laserentfernungsmesser. Die Kopplung erfolgte am 25. November, 21:59 Uhr UTC.
Nach dem Öffnen der Luken und einem kurzen Sicherheits-Briefing wurden die Sojus-Schalensitze und Raumanzüge und mit ihnen auch die ISS-Stammbesatzungen ausgetauscht. Danach begann der Transport von Nahrungsmitteln, Wasser, Ausrüstungsgegenständen und Experimenten in die Station. Dazu gehörten auch neue Versuche zur Untersuchung magnetisch steuerbarer Flüssigkeiten (magnetorheologische Flüssigkeiten), zur Interaktion von kleinen und großen Partikeln in Stoffgemischen sowie zur Belastbarkeit und Muskelaktivität im unteren Bereich des menschlichen Körpers (Becken und untere Extremitäten). Ausgetauscht wurden Proben mit Protein- und Zeolitkristallen (Protein Crystal Growth/Zeolite Crystal Growth). Zur Erde zurücktransportiert wurden Pflanzenproben (Arabidopsis thaliana), Proteinkristalle (PCG-STES 07), Mikrokapseln mit Medikamenteneinschlüssen (MEPS), Halbleiterkristalle (SUBSA), ein defekter Gefrierschrank (Arctic 2) und ein ebenfalls defekter Energieverteiler und -wandler aus einer Handschuhbox (Microgravity Science Glovebox). Diese konnte bis zum Eintreffen der Ersatzteile nicht genutzt werden.

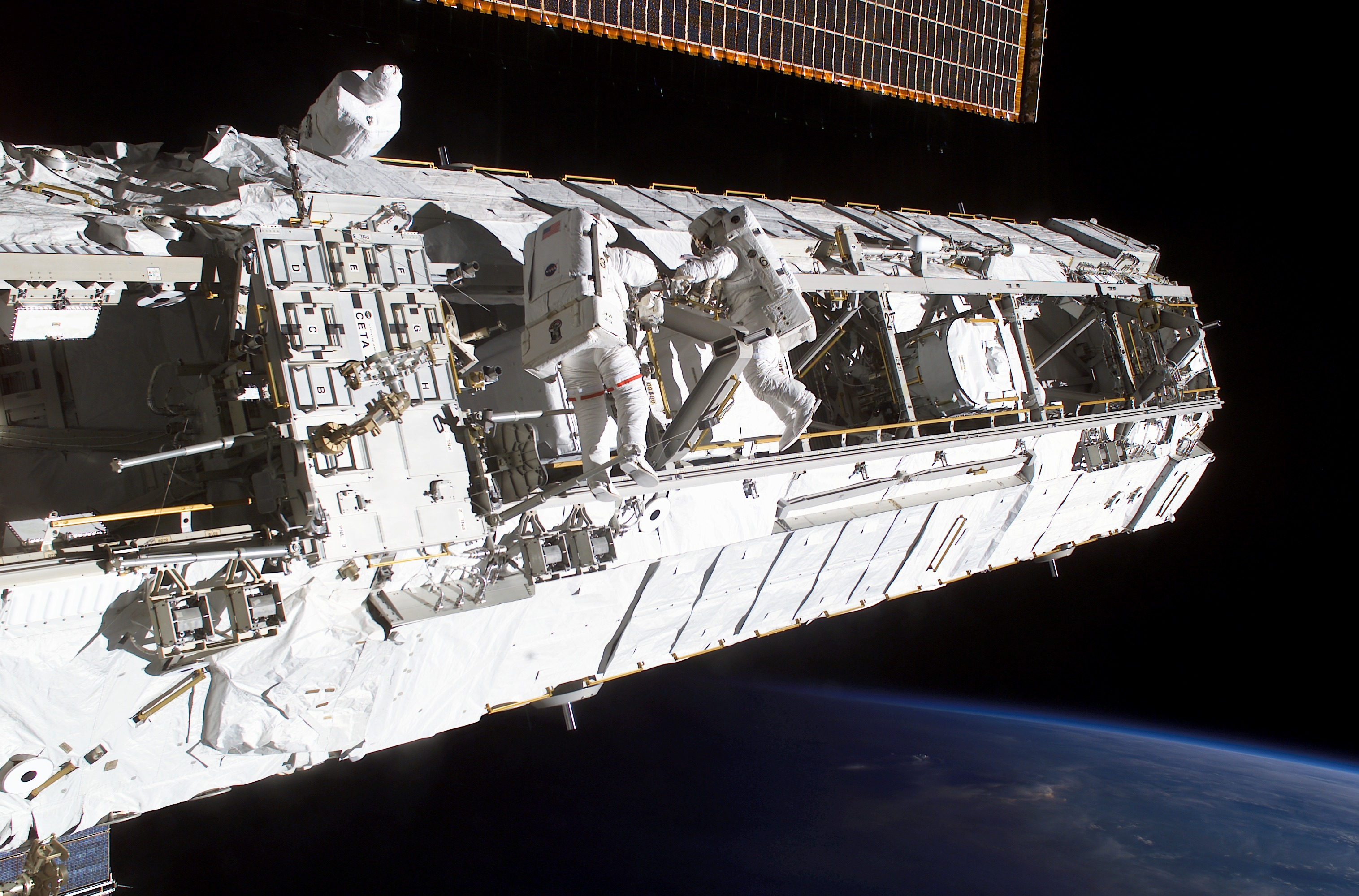
Astronauten installieren das Strukturelement P1

Am 27. November wurde das Gittersegment P1 mit Hilfe des Manipulators des Shuttle aus der Ladebucht gehoben und etwa 10 Stunden zur Temperaturanpassung so belassen. Danach übernahmen Bowersox und Whitson an der Steuerung des Stationsmanipulators die Nutzlast und manövrierten sie geschickt an die vorgesehene Position, wo die Kopplung mit dem bereits installierten Zentralteil S0 vollzogen wurde. Danach stiegen Lopez-Allegria und Herrington zum ersten Mal während dieser Mission aus der Station (6:45 h) und verbanden wichtige Energie-, Daten und Kühlmittelleitungen zwischen S0 und P1. Außerdem wurden 24 Startsicherungen am Handkarren CETA 2 (Crew and Equipment Translation Aid) gelöst, mehrere Sicherungseinrichtungen (SPD – Spool Positioning Devices) an Verbindungsstücken angebracht, eine Video-Sende-Empfangsanlage auf Unity installiert sowie Haltestangen demontiert und gesichert. Letztere stützten die Befestigungsstäbe, mit denen P1 in der Ladebucht der Endeavour verbunden war. Die drahtlos arbeitende Video-Sende-Empfangsanlage (WETA – Wireless video system External Transceiver Assembly) überträgt Bilder der Helmkameras von Astronauten während ihrer Außenbordarbeiten in die Station. Die SPDs schließlich umfassen die Verbindungsstücke und halten die Versorgungsleitungen in einer Position, in denen sich der Schnellverschluss der Schlauchverbindungen mit hoher Wahrscheinlichkeit problemlos öffnen lässt. Dies ist wichtig, da in den kommenden Monaten die Konfiguration des Kühlsystems wegen der mehrfachen Erweiterung der Gitterstruktur häufig geändert werden musste.
Portside One Truss (P1) ist ein in Flugrichtung backbord angebrachtes Segment der Gitterstruktur der Internationalen Raumstation. Dabei handelt es sich um eine im Querschnitt trapezförmige, starre Leichtmetallstruktur mit zusätzlichen Querstreben, die direkt an das zentrale Gittersegment S0 angekoppelt ist. Das Gitterelement ist etwa 13,7 Meter lang, 4,57 Meter breit und hat eine Masse von 12,5 Tonnen. Es verfügt außerdem über ein System zum automatischen Anschluss an Versorgungsleitungen (Energie, Daten, Kühlmittel), einen Kühlmitteltank, einen Stickstofftank, drei Radiatoren (ca. 22 m) zur Abstrahlung überschüssiger Wärme (vor allem aus den Energiesystemen) nebst der zugehörigen Drehmechanik und Steuerelektronik (alles Teile des aktiven Temperatur-Steuerungssystems), Stromkonverter und -verteiler, ein UHF-Kommunikationssystem einschließlich Antenne, zwei Videoanschluss-Stationen, passive (2) und aktive (1) Segmentverbindungsanlagen sowie einen Transportkarren (Crew and Equipment Translation Aid 2).
CETA ist eine mobile Kleinplattform, die auf den Schienen der Gitterstruktur bewegt werden kann. Sie besteht aus einer Aluminiumplatte mit daran befestigten Halterungen für Nutzlasten, mit Führungsrädern, Feststelleinrichtungen, Stoßabsorbern und verschiedenen Behältern. Sie hat eine Masse von 283 kg, ist 2,50 m lang, 2,36 m breit und mit ausgeklappten Trägern 0,89 m hoch.
Beim zweiten Ausstieg am 29. November (6:10 h) installierten Lopez-Allegria und Herrington neben Sicherungseinrichtungen auch Schalter für die Kühlmittelleitungen, demontierten die Kielbefestigungen von P1, mit denen das Gitterelement in der Ladebucht des Shuttle verankert war, befestigten diese an einer Strebe von P1, montierten eine zweite drahtlose Sende-Empfangsanlage (direkt auf P1), testeten die Segmentverbindungseinrichtungen am Ende von P1 und den zweiten Transportkarren CETA 2. Letzteren transportierten sie anschließend zu S1, damit die Backbordseite des Schienensystems für den Mobilen Transporter frei wurde.
Am 1. Dezember sollte der Mobile Transporter vom Arbeitsplatz 4 auf S0 zum Arbeitsplatz 7 auf P1 fahren. Ein Versorgungskabel verfing sich allerdings in der noch nicht ausgefahrenen UHF-Antenne. Diese wurde deshalb noch am gleichen Tage beim dritten Ausstieg (7:00 h) installiert, womit das Problem zunächst behoben war. Man entschied sich aber dennoch dafür, den Stationsmanipulator nicht auf den Mobilen Transporter zu verlegen, sondern auf einem Ankerpunkt des Labormoduls Destiny zu belassen. Die weiteren Außenbordarbeiten betrafen die Installation weiterer Kopplungssicherungen (SPD), die Rekonfiguration von 4 Elektrokabeln in einem Energieverteilungsknoten von S0 und den Anschluss von Kühlmittel- und Stickstofftank auf P1 an das stationsweite Wärmeaustauschsystem. Auch hier wurden Sicherungseinrichtungen eingefügt. Alle drei Ausstiege wurden vom Modul Quest aus durchgeführt. Zur Vorbereitung atmeten die beiden Raumfahrer etwa 2 Stunden lang reinen Sauerstoff unter vermindertem Druck. In den ersten Minuten dieser Prozedur trainierten sie jeweils etwa 10 Minuten auf dem Fahrradergometer im Shuttle. Durch diese Vorgehensweise wurde die Vorbereitungszeit auf einen Ausstieg stark verkürzt.
Im Verlaufe der Mission wurden die Stickstoff- und Sauerstofftanks des Ausstiegsmoduls Quest nachgefüllt und die Bahn der Station mit den Triebwerken des Shuttle in drei Zyklen um etwa 10 Kilometer angehoben. Außerdem wurden mehr als 1000 kg Material in die Station und etwa 350 kg in den Shuttle transportiert. Nach mehreren Versuchen gelang es auch, den Kohlendioxidabsorber im Labormodul Destiny zu reparieren. Dazu mussten zwei Ventile gewechselt, Verunreinigungen beseitigt und eine undichte Leitung geflickt werden.

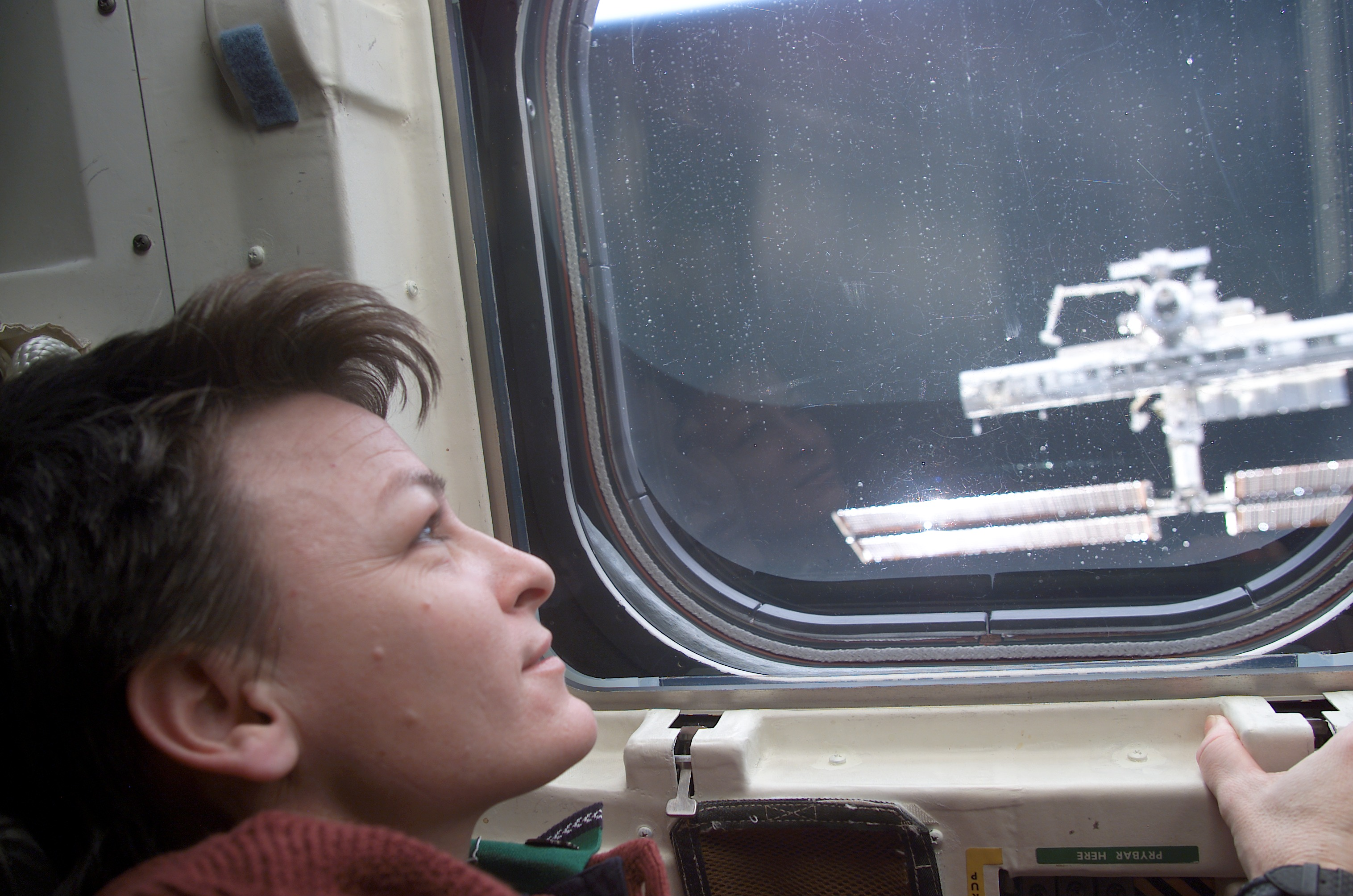
Peggy Whitson beobachtet die ISS nach dem Abdocken

Nach Abschluss der wichtigsten Aufgaben löste sich die Endeavour am 2. Dezember, 20:05 Uhr UTC, von der Station und umflog sie teilweise. Dabei wurden Aufnahmen von der gegenwärtigen Konfiguration gemacht. Wenige Stunden später wurden zwei kleine Satelliten gestartet. PICOSAT besteht aus zwei Kästen, die mit einem Kabel verbunden sind. Die Kleinstsatelliten wogen jeweils nur etwa 1 kg und waren 10 × 10 × 13 cm groß. Sie verfügten über eine eigene Energieversorgung sowie über Kommunikationsanlagen. Ziel dieser dritten Mission des Systems war es, die Möglichkeit des Starts vom Shuttle aus zu zeigen und die Machbarkeit von Experimenten aus dem Bereich der Mikroelektromechanik und Nanotechnologie zu untersuchen.
Zu den Routine-Experimenten an Bord der Endeavour gehörte diesmal auch die Erprobung von Promethazin als Medikament gegen die bekannte Raumfahrerkrankheit. Diese entsteht durch ungewohnte Reizungen im Gleichgewichtsorgan des Innenohres. Auf der Erde hat sich das Medikament gegen die ähnliche Seekrankheit bereits bewährt. In der Schwerelosigkeit wirken Medikamente jedoch oft anders. Mit dem Experiment (DSO 490B) wollte man Effizienz, Nebenwirkungen, günstige Dosis und die geeignete Medikamentenaufnahme erproben.
Die Endeavour landete aufgrund schlechter Wetterverhältnisse am vorgesehenen Landeort drei Tage später als ursprünglich geplant, am 7. Dezember, 19:37 Uhr UTC am Cape Canaveral in Florida.